# Anaea lyceus
Anaea lyceus är en fjärilsart som beskrevs av Druce 1877. Anaea lyceus ingår i släktet Anaea och familjen praktfjärilar. Inga underarter finns listade i Catalogue of Life.